# Hrašné
Hrašné es un municipio del distrito de Myjava en la región de Trenčín, Eslovaquia, con una población estimada a final del año 2024 de 480 habitantes.
Se encuentra ubicado al oeste de la región, cerca del río Myjava (afluente del río Morava, cuenca hidrográfica del Danubio) y de la frontera con la región de Trnava y la República Checa.

## Demografía
| Año        | 1994 | 2004    | 2014    | 2024    |
| ---------- | ---- | ------- | ------- | ------- |
| Población  | 521  | 505     | 485     | 480     |
| Diferencia |      | −3,07 % | −3,96 % | −1,03 % |

| Año        | 2023 | 2024    |
| ---------- | ---- | ------- |
| Población  | 469  | 480     |
| Diferencia |      | +2,34 % |